# Гідролік арматус
Hydrolycus armatus — вид цинодонтових, що зустрічається в прісних водоймах тропічної Південної Америки. Іноді його називають паяра, назва, яка має спільну назву зі спорідненим H. scomberoides.
Ця хижа риба іноді потрапляє в акваріумну торгівлю, але для неї потрібен дуже великий акваріум. У своєму рідному ареалі вважається основною мисливською рибою.

## Поширення і середовище проживання
Цей вид риби зустрічається в басейнах Амазонки, Ориноко та Ессекібо в тропічній частині Південної Америки. Вони зустрічаються в різних прісноводних середовищах існування, але часто у швидкоплинній воді. Зазвичай їх можна знайти в більш глибокій воді упродовж дня. Вид локально звичайний; у великому дослідженні венесуельської заплавної річки,  становила H. armatus, і цей вид був особливо поширеним у струмках і лагунах. Принаймні деякі популяції є мігруючими.

## Опис
Hydrolycus armatus в цілому сріблястий. У дорослих особин основа хвоста і анальний плавник блідо-жовті, а дистальна частина чорнувата, контрастує з вузьким білим краєм на самому кінчику (унікальний серед видів Hydrolycus).
Як правило, максимальна загальна довжина цієї риби становить 89 см (2,92 фут), але записи фіксують до 95 см (3,12 фут) зразків у Венесуелі і понад 100 см (3,3 фут) у Бразилії. Зазвичай він важить до 8,5 кг (19 фунт), але може сягати майже 18 кг (40 фунт). Його часто плутають із зазвичай меншим H. scomberoides. H. armatus досягає зрілості принаймні в 30 см (1 фут) завдовжки. Подібно до інших цинодонтових, він має дуже довгі загострені ікла. У H. armatus вони можуть перевищувати 5 см (2 дюйм) завдовжки у великих особин. Вони використовуються для наколювання здобичі, як правило, іншої риби.